# Fahrnpointalm
Die Fahrnpointalm (auch: Fahrnpointner Alpe, Fahrnprintner Alm, Friedensrath-Alm) ist eine Alm in Grassau.

## Bauten
Der Kaser aus dem Jahr 1840 auf der Fahrnpointalm wurde 1996 erneuert. Das Gebäude ist aus Stein gemauert und geweisselt. Zugänge befinden sich an der südlichen Giebelseite und der westlichen Traufseite. Vor der Alm befindet sich ein geräumiger Kieshof mit einer Einzäunung aus Stacheldraht und einem Laufbrunnen mit Steintrog.

## Heutige Nutzung
Die Fahrnpointalm ist bestoßen.

## Lage
Die Fahrnpointalm befindet sich im Gebiet der Grassauer Almen, östlich unterhalb des Großstaffen auf einer Höhe von etwa 1078 m ü. NN. In direkter Nachbarschaft befinden sich die Staffnalm, die Maieralm und die Naderbauernalm.